# La Coracha

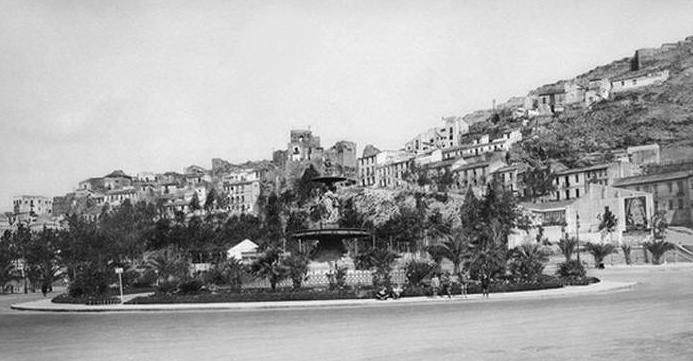

La Coracha est un ancien faubourg de la ville de Malaga en Andalousie, proche du vieux port, au sud de la citadelle qui longe le bord de mer. 
Aujourd'hui, ce vieux quartier s'est réduit comme peau de chagrin. Il doit son nom à la grande coquille qui le reliait au château de Gibralfaro.
Au milieu du XVe siècle, les premières maisons dudit barrio de la Coracha ont commencé à être construites en blocs de pierre, longeant le vieux port de Malaga sous le regard inquiet des autorités de la ville.
Aujourd'hui, il ne reste de ce barrio qu'un seul et unique bâtiment, transformé en musée culturel.